# 기뢰

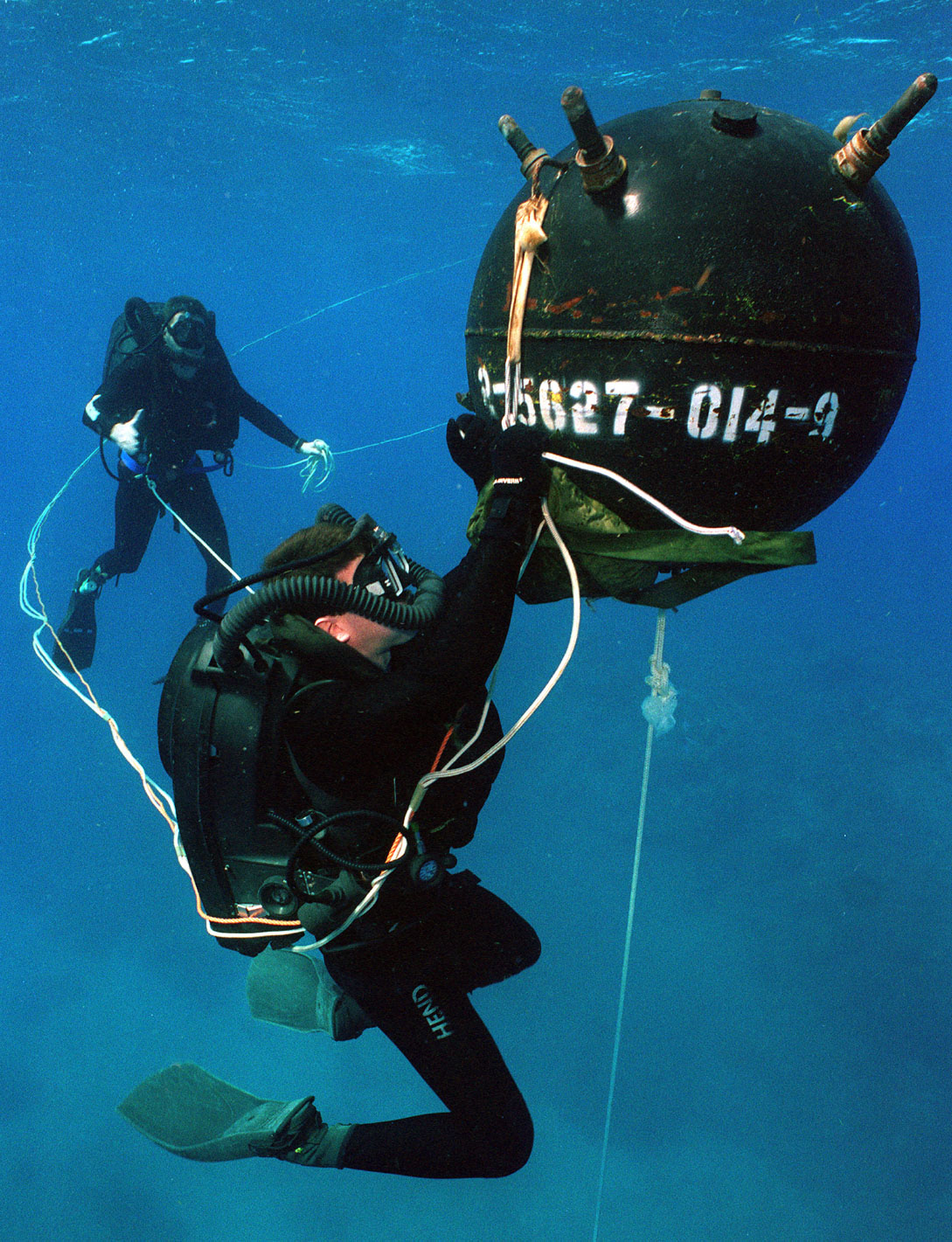
EOD에 의해 폭파 처분되는 유실기뢰

기뢰(機雷, 영어: naval mine)는 수중에 설치되어 함선이 접근 또는 접촉했을 때, 자동 또는 원격 조작에 의해 폭발하는 수중 병기이다. 지뢰와 수뢰를 통틀어 기뢰라고 하는 경우도 있으나, 기뢰라고 하면 보통 수뢰만을 가리킨다. 수상 선박이나 잠수함을 손상시키거나 파괴하기 위해 물 속에 배치되는 자급식 폭발 장치로 잠수함 공격에 효과적이다.
국제법에 따라 서명 국가는 기뢰 지역을 선언해야 하지만 정확한 위치는 비밀로 유지된다. 기뢰는 물을 횡단하기로 선택한 사람들만 위협하지만 기뢰를 활성화할 가능성은 선적에 대한 강력한 방해 요소로 작용한다.
| - 이름: 기뢰 - 사용년도: 16세기 ~ 현재 - 비용: 150~300만원 |

## 역사

### 초기
해군 기뢰의 전조는 중국 제국의 혁신가들에 의해 처음 발명되었다. 중국 기록에는 16세기 일본 해적에 대항하기 위해 사용된 해상 폭발물에 대한 이야기가 있다. 송영흥이 1637년에 쓴 《천궁개무》(天宮開武) 논문은 인근 해안에 위치한 은닉 매복공들이 해뢰를 잡아당겨 불꽃을 일으키고 해뢰의 도화선에 불을 붙이는 것을 묘사하고 있다.
서양의 기뢰에 대한 첫 번째 계획은 1574년 영국의 엘리자베스 1세 여왕에게 그의 디자인을 제시한 랄프 래버드에 의해 계획되었다. 이런 종류의 무기는 1627년 라 로셸 공성전에서 잉글랜드에 의해 시도된 것으로 보인다.

#### 1777년 영국 선박을 파괴하는 데이비드 부시넬의 기뢰.
미국인 데이비드 부시넬은 미국 독립 전쟁에서 영국을 상대로 사용하기 위해 최초의 미국 해군 기뢰를 개발했다. 적에게 떠내려온 화약이 배에 닿으면 불꽃이 튀는 메커니즘에 의해 폭발하는 등 화약으로 가득 찬 수밀통이었다. 그것은 델라웨어 강에서 표류 기뢰로 사용되었고, 목표물인 영국 군함 근처에 있는 작은 배를 파괴했다.

### 19세기
19세기에 기뢰는 어뢰로 불렸는데, 로버트 풀턴이 어뢰의 이름을 따서 붙인 것으로 보이며, 이는 강력한 전기 충격을 준다. 스페어 어뢰는 긴 장대에 부착된 기뢰로, 이를 실은 배가 다른 장대에 부딪혀 안전거리를 철수할 때 폭발했다. 1864년 2월 17일, H. L. 헌리 잠수함이 하우사토닉호를 침몰시키는 데 사용했다. 화이트헤드 어뢰라는 무기는 발명자의 이름을 따서 "토르페도"라는 단어를 자주식 수중 미사일뿐만 아니라 정적 장치에도 적용하게 했다. 이 이동식 장치들은 "어뢰"로도 알려져 있었다.

### 20세기
1904년부터 1905년까지 러일 전쟁이 일어나면서 기뢰가 주요 용도가 되었다. 페트로파블로프스크 호가 여순항 근처에서 그들을 공격했을 때 두 개의 기뢰가 폭발하여 구멍이 뚫린 함선이 바닥으로 떨어졌고, 함대 사령관 스테판 마카로프와 그 과정에서 그의 선원 대부분이 사망했다. 그러나 지뢰로 인한 피해는 러시아에만 국한되지 않았다. 일본 해군은 전쟁 중에 2척의 전함, 4척의 순양함, 2척의 구축함, 1척의 어뢰정을 공세적으로 격침시켰다. 가장 유명한 것은 1904년 5월 15일 러시아의 기뢰 레이어 아무르가 포트 아더에 50 기뢰를 심었고 일본 전함 하쓰세와 야시마를 침몰시키는 데 성공했다는 것이다.
러일 전쟁이 끝난 후, 헤이그 평화 회의(1907년)에서 몇몇 국가들이 지뢰를 전쟁 무기로 금지하려고 시도했다.
20세기 초에 시작된 잠수함 기뢰는 엔디콧과 태프트 계획의 일환으로 적의 공격으로부터 미국의 항구를 방어하는 데 중요한 역할을 했다. 사용된 기뢰는 통제된 기뢰로 항구의 바닥에 정박했으며, 육지에 있는 대형 기뢰의 통제 하에 폭발했다.
제1차 세계 대전 동안, 기뢰는 전 세계의 해안, 연안 해운, 항구, 해군 기지를 방어하기 위해 광범위하게 사용되었다. 독일군은 영국을 섬기는 상선과 해군 함정을 침몰시키기 위해 항로에 기뢰를 설치했다. 연합군은 도버 해협과 헤브리디스 해협에 있는 독일 유보트를 목표로 삼았다. 북해의 북쪽 출구를 봉쇄하기 위한 시도로, 연합군은 북해 기뢰를 개발하였다. 1918년 6월부터 5개월 동안 북해의 북쪽 출구에 약 7만 개의 지뢰가 매설되었다. 북해, 영국 동해안, 도버 해협, 헬리고랜드 만 등에 매설된 기뢰의 총 수는 19만 개로 추산되며, 제1차 세계 대전 기간 동안 기뢰 수는 총 23만 5천 기뢰였다. 전쟁이 끝난 후 포탄을 치우는 데는 82척의 배와 24시간 동안 5개월이 걸렸다. 영국 병원선 HMHS 브리태닉호가 해군 기뢰에 의해 침몰된 사상 최대의 선박이 된 것도 제1차 세계대전 때였다.

### 2차 세계대전
처음에는 접촉 기뢰(기뢰를 폭발시키기 위해 배가 지뢰를 물리적으로 타격해야 함)가 사용되었으며, 보통 수면 바로 아래에 있는 케이블의 끝에 묶여 있었다. 접촉 기뢰는 보통 선체에 구멍을 냈다. 제2차 세계 대전이 시작될 무렵, 대부분의 국가는 항공기에서 투하할 수 있는 기뢰를 개발했고, 그 중 일부는 수면 위로 떠올라 적의 항구에 기뢰를 매설하는 것이 가능했다. 준설과 그물의 사용은 이러한 유형의 기뢰에는 효과적이었지만, 이것은 귀중한 시간과 자원을 소비했고 항구를 폐쇄해야 했다.

### 현재
기뢰전은 비대칭 해군전의 가장 비용 효율적인 형태로 남아 있다. 기뢰는 비교적 저렴하고 작기 때문에 쉽게 배치할 수 있다. 실제로 일부 종류의 기뢰는 트럭과 뗏목으로 옮기기에 충분하다. 현재 약 50개국이 채굴 능력을 보유하고 있다. 1988년 이래로 해군 기뢰 생산국의 수는 75% 증가했다. 또한 이러한 기뢰는 점점 정교해지고 있다.

## 유형

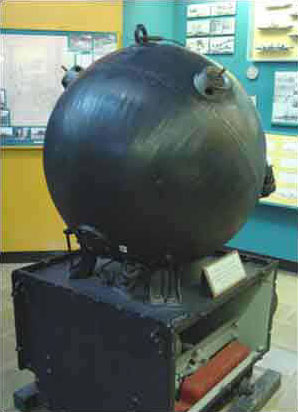
촉발 수뢰

### 촉발 수뢰
초기 수뢰는 일반적으로 이러한 유형이었다. 다른 대함 무기에 비해 매우 저렴하고 심리적 무기로 적함을 침몰시키는 방법으로 효과적이기 때문에 오늘날에도 여전히 사용된다. 접촉 지뢰는 폭발하기 전에 목표물에 닿아야 하므로 폭발의 직접적인 영향에 대한 피해를 제한하고 일반적으로 폭발을 촉발한 선박에만 영향을 미친다.
초기 수뢰에는 이를 폭발시키는 기계적 메커니즘이 있었지만 1870년대에는 수뢰가 몇 년 동안 바다에 있었던 후에도 안정적으로 작동하는 것으로 밝혀진 "Hertz horn"(또는 "chemical horn")으로 대체되었다. 수뢰의 상반부는 속이 빈 납 돌출부로 박혀 있으며, 각 돌출부에는 황산으로 채워진 유리병이 들어 있다. 배의 선체가 금속 뿔을 부수면 내부의 유리병이 깨져 산이 튜브를 타고 흘러내려 납축전지로 흘러 들어가게 된다. 이것은 배터리에 에너지를 공급하여 폭발물을 폭발시킨다.
초기 형태의 기폭 장치는 과염소산 칼륨과 설탕의 혼합물로 둘러싸인 황산 바이알을 사용했다. 바이알이 부서지면 산이 과염소산염-설탕 혼합물을 점화시키고 생성된 화염이 화약 장약을 점화시킨다.
제1차 세계 대전 초기에 영국 해군은 독일 잠수함의 순찰을 방해하기 위해 영국 해협과 북해의 넓은 지역에서 접촉 기뢰를 사용했다. 나중에 잠수함이 수면에서 해저까지 모든 깊이에 있을 수 있기 때문에 미국 안테나 수뢰가 널리 사용되었다. 이 유형의 수뢰에는 강철 케이블로 해저에 가중된 폭발물 위에 떠 있는 부표에 구리 와이어가 부착되어 있다. 잠수함의 강철 선체가 구리선에 닿으면 서로 다른 두 금속의 접촉으로 인한 미세한 전압 변화가 증폭되어 폭발물을 터뜨린다.

### 선체 부착 폭탄

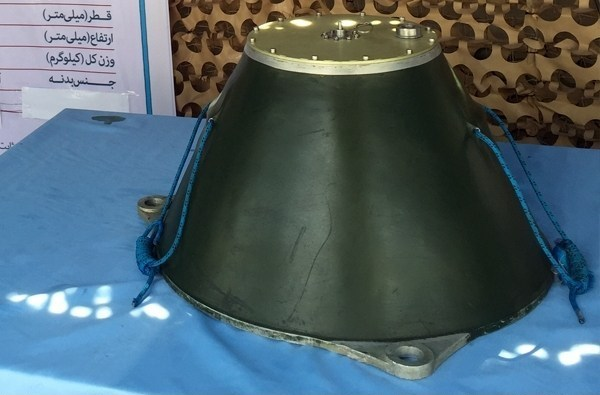
림펫 지뢰

림펫 지뢰는 자석으로 표적에 수동으로 부착되어 제자리에 유지되는 특수한 형태의 접촉 지뢰이다. 연체동물인 림펫과 비슷해서 붙여진 이름이다.

### 계류된 촉발 수뢰
일반적으로 이러한 유형의 수뢰는 수면 바로 아래 또는 5미터 깊이에 떠 있도록 설정된다. 수뢰를 해저의 닻에 연결하는 강철 케이블은 수뢰가 표류하는 것을 방지한다. 폭발 및 폭발 메커니즘은 부력이 있는 금속 또는 플라스틱 껍질에 들어 있다. 기뢰가 떠 있는 표면 아래의 깊이는 항공모함, 전함 또는 대형 화물선과 같은 깊은 흘수선만 위험에 처하도록 설정할 수 있어 수뢰가 덜 가치 있는 목표물에 사용되는 것을 방지한다. 연안 해역에서는 썰물 때 해수면이 떨어질 때 수뢰가 보이지 않도록 하는 것이 중요하므로 케이블 길이는 조수를 고려하여 조정된다. 2차 세계대전 동안 300m(980피트) 깊이의 물에 정박할 수 있는 수뢰가 있었다.

### 원격조종 지뢰
해안 포병 및 수중 청음기와 함께 자주 사용되는 제어 지뢰(또는 지뢰 폭발 지뢰)는 평시 배치될 수 있으며, 이는 중요한 해운로를 차단하는 데 큰 이점이다. 지뢰는 일반적으로 스위치(적군이 단순히 제어 스테이션을 점령하고 지뢰를 비활성화하는 것을 방지함)를 사용하여 "일반" 지뢰로 전환하거나 신호에 따라 폭파하거나 자체적으로 폭파하도록 허용할 수 있다. 최초의 원격 제어 지뢰는 미국 남북 전쟁에 사용된 계류 지뢰로 해안에서 전기적으로 폭발했다. 그들은 우호적인 운송을 위험에 빠뜨리지 않았기 때문에 접촉 지뢰보다 우수한 것으로 간주되었다. 1885년 요새 위원회(Board of Fortifications)가 시작한 광범위한 미국 요새 프로그램에는 1890년대부터 제2차 세계 대전이 끝날 때까지 배치되거나 예비된 원격 제어 지뢰가 포함되었다.

### 범위 감지 지뢰
이 지뢰는 직접적인 접촉이 아니라 선박이나 잠수함의 영향으로 촉발된다. 이러한 기뢰에는 함선의 존재를 감지하고 탄두의 폭발 범위 내에 도달하면 폭발하도록 설계된 전자 센서가 통합되어 있다. 이러한 기뢰의 퓨즈는 다음 센서 중 하나 이상을 통합할 수 있다. 자기, 수동 음향 또는 선박의 근접으로 인한 수압 변위.
1차 세계 대전 중에 처음 사용되었으며 2차 세계 대전에서 더 일반적으로 사용되었다. 영향 광산 퓨즈의 정교함은 첫 번째 트랜지스터와 마이크로프로세서가 설계에 통합됨에 따라 수년에 걸쳐 상당히 증가했다. 간단한 자기 센서는 전계 자력계로 대체되었다. 초기 자기 기뢰 퓨즈는 대상 선박 자기장의 단일 구성 요소의 변화에만 반응하는 반면, 총 자기장 자기계는 총 배경 자기장의 크기 변화에 반응한다(따라서 자기가 제거된 선박도 더 잘 감지할 수 있음). 유사하게, 1940년대 음향 광산의 원래 광대역 수중청음기(모든 주파수의 통합 볼륨에서 작동)는 훨씬 더 민감하고 선택적인 협대역 센서로 대체되었다. 지뢰는 이제 매우 구체적인 음향 신호(예: 가스터빈 발전소 또는 특정 프로펠러 설계의 캐비테이션 소리)를 듣고 다른 모든 신호는 무시하도록 프로그래밍할 수 있다. 이러한 디지털 신호 처리 기능을 통합하는 현대식 전자 지뢰 신관의 정교함은 여러 센서(예: 자기, 수동 음향 및 수압)가 함께 작동하여 지뢰로 인식되지 않는 신호를 무시할 수 있기 때문에 전자 대책으로 지뢰를 폭파시키는 것을 훨씬 더 어렵게 만든다. 최신 영향력 기뢰는 새로운 음향 신호를 퓨즈에 신속하게 로드하거나 매우 독특한 단일 표적 신호를 감지하도록 프로그래밍하는 기능과 같이 이것이 의미하는 모든 프로그래밍 가능성과 함께 컴퓨터화된다. 이런 식으로 수동 음향 신관이 있는 기뢰는 모든 아군 선박과 소형 적함을 무시하도록 프로그래밍할 수 있으며 매우 큰 적의 목표물이 통과할 때만 폭발한다. 또는 기뢰는 크기에 관계없이 모든 수상 선박을 무시하고 잠수함만을 대상으로 하도록 특별히 프로그래밍할 수 있다.
제2차 세계대전으로 거슬러 올라가면 기뢰 신관에 "선박 카운터" 기능을 통합하는 것이 가능하다. 이것은 지뢰가 그 위를 지나가는 처음 두 척의 선박(고의적으로 지뢰를 발동시키려는 지뢰 찾기일 수 있음)을 무시하도록 설정하지만 세 번째 선박이 머리 위를 지날 때 폭발할 수 있다. 이는 항공모함이나 유조선과 같은 고가치 표적이 될 수 있다. 현대식 기뢰는 일반적으로 수명이 긴 리튬 배터리로 구동되지만 몇 달 또는 몇 년 동안 활성 상태를 유지해야 할 수 있으므로 전력을 절약하는 것이 중요하다. 이러한 이유로 대부분의 영향력 지뢰는 전원이 공급되지 않거나(예: mu-metal 바늘의 편향) 또는 저출력 센서가 선박의 존재 가능성을 감지할 때까지 반 휴면 상태를 유지하도록 설계되어 있으며, 이 지점에서 지뢰 신관에 전원이 공급된다. 완전히 올라가면 수동 음향 센서가 몇 분 동안 작동하기 시작한다. 포설 후 며칠 또는 몇 주 동안 활성화를 지연하도록 컴퓨터화된 지뢰를 프로그래밍하는 것이 가능하다. 마찬가지로 미리 설정된 시간이 지나면 스스로 파괴되거나 스스로를 안전하게 만들도록 프로그래밍할 수 있다. 일반적으로 기뢰 설계가 더 정교할수록 잠수부나 원격 조종 잠수정의 제거를 방해하는 일종의 처리 방지 장치가 있을 가능성이 더 높다.

## 효과
일반적으로 접촉 지뢰에 의해서만 생성되며 직접 손상은 함선에 날아간 구멍이다. 승무원 피해 중 파편 상처가 가장 흔한 손상 형태이다. 범람은 일반적으로 하나 또는 두 개의 주요 수밀 구획에서 발생하여 작은 선박을 침몰시키거나 더 큰 선박을 무력화시킬 수 있다. 접촉 기뢰 손상은 종종 선수 근처의 수선 또는 그 근처에서 발생하지만 상황에 따라 선박은 외부 선체 표면의 어느 곳에서나 타격을 받을 수 있다.

### 버블 제트 효과
기뢰나 어뢰가 목표함과 가까운 거리에서 물 속에서 폭발할 때 버블 제트 효과가 발생한다. 폭발은 물 속에 거품을 만들고 압력의 차이로 인해 거품이 바닥에서 무너진다. 거품은 부력이 있어 표면을 향해 올라간다. 거품이 붕괴하면서 표면에 도달하면 공기 중으로 100미터 이상 올라갈 수 있는 물 기둥을 만들 수 있다. 조건이 적절하고 기포가 선박의 선체로 무너지면 선박의 손상이 매우 심각할 수 있다. 붕괴하는 거품은 우주선을 관통하는 1미터 너비의 구멍을 뚫고 하나 이상의 구획을 범람시킬 수 있는 모양의 전하와 유사한 고에너지 제트를 형성하고 더 작은 선박을 산산조각낼 수 있다. 기둥에 맞은 지역의 승무원은 대개 즉시 사망한다. 다른 손상은 일반적으로 제한된다.

### 충격 효과
기뢰가 배에서 떨어진 거리에서 폭발하면 수압의 변화로 인해 배가 공명하게 된다. 충격효과가 충분히 강력하다면 가장 치명적인 유형의 폭발이다. 배 전체가 위험할 정도로 흔들리고 선상의 모든 것이 요동친다. 엔진은 배드에서, 케이블은 홀더에서 찢어진다. 심하게 흔들리는 배는 일반적으로 배 전체에 수백 또는 수천 개의 작은 누출이 있고 펌프에 전원을 공급할 방법이 없어 빠르게 침몰한다. 충격효과에 의한 격렬한 흔들림은 무릎과 신체의 다른 관절에 장애를 일으킬 만큼 강력하며, 특히 영향을 받은 사람이 선체에 직접 연결된 표면(예: 강철 데크)에 서 있는 경우에 그렇다.
결과적으로 발생하는 가스 캐비테이션과 인체 전체에 걸친 충격 전면 차동은 다이버를 기절시키거나 사망에 이르게 하기에 충분하다.

## 같이 보기
- 지뢰
- 어뢰
  - 인간 어뢰

## 참고 문헌
- Hartmann, Gregory K.;Truver,Scott C. (1991). Weapons That Wait: Mine Warfare in the U.S. Navy. Annapolis: Naval Institute Press. ISBN 0-87021-753-4. (Canonical general text about U.S. mine warfare)
- Hewitt, James Terrance (1998). Desert Sailor: A War of Mine. Clementsport: The Canadian Peacekeeping Press. ISBN 1-896551-17-3. (Personal account of mine countermeasures operations in Operation Desert Storm during the Gulf War 1991, including the mining of USS Tripoli.)